# Partido de las Libertades Civiles
El Partido de las Libertades Civiles (PLCI), conocido en catalán como Partit Llibertats Civils, fue una agrupación política española, siendo el primer partido dedicado especialmente a la defensa de los derechos LGBT en dicho país y que participaba en elecciones.

## Historia
El partido fue fundado en Barcelona e inscrito en el Registro de Partidos Políticos del Ministerio de Interior el 24 de septiembre de 2007, y fue presentado públicamente el 29 de noviembre del mismo año. Su portavoz principal fue Pere Mir, quien también encabezó la lista de candidaturas principal del partido por Barcelona en 2008.
Si bien el partido no se definía con una ideología específica más allá de la defensa de los derechos LGBT, se informaba que parte de sus estatutos eran similares a los del Partido Socialista Obrero Español (PSOE). También se señalaba que no eran «ni de izquierdas, ni de derechas, ni de centro» y que buscaban otorgar una situación de normalidad a la población LGBT. Como una forma de captar la atención del público, y ante lo que ellos denominaban «silencio mediático», en enero de 2008 lanzaron un calendario en que aparecían desnudos algunos de los militantes del PLCI.
Para las elecciones generales de 2008 el PLCI buscaba presentar candidaturas al Congreso de los Diputados en las circunscripciones de Madrid, Baleares, Cataluña y la Comunidad Valenciana, sin embargo lograron solamente hacerlo en las provincias de Barcelona, Lérida y Girona además de la Comunidad de Madrid, en donde su cabeza de lista era Beatriz Espejo, secretaria del Colectivo de Transexuales de Cataluña; para dicha época señalaban poseer alrededor de 7000 militantes. En dichas elecciones obtuvo solamente 888 votos, y por tanto no logró ningún escaño. Para el Senado presentó solamente la candidatura de Neus Ferrer Vaquer por Madrid, obteniendo 712 votos sin lograr el escaño.
Posterior a las elecciones, en 2009 el partido sufre un quiebre interno y un grupo de militantes crea el Partido Gay, Lésbico, Bisexual, Transexual y Heterosexual / Todos Somos Iguales (GLBTH/TSI). Si bien el PLCI sigue inscrito en el Registro de Partidos Políticos del Ministerio del Interior, este no ha tenido actividad luego de las elecciones de 2008.

## Resultados electorales

### Congreso de los Diputados / Senado
| Elección | Congreso de los Diputados | Congreso de los Diputados | Congreso de los Diputados | Senado | Senado  |
| Elección | Votos                     | %                         | Escaños                   | Votos  | Escaños |
| -------- | ------------------------- | ------------------------- | ------------------------- | ------ | ------- |
| 2008A    | 888                       | 0,0%                      | 0/350                     | 712    | 0/208   |